# Inibição lateral
A inibição lateral, ocorre quando duas células em contato reagem molecularmente, uma célula inibindo a outra. Por exemplo, nos neurônios, também conhecida por inibição por realimentação (feedback), é um mecanismo pelo qual os neurônios mais ativos limitam a atividade de neurônios adjacentes que se encontram menos ativos. 
Esse mecanismo funciona graças à presença de componentes excitatórias e inibitórias no campo receptivo dos neurônios sensoriais de retransmissão. A informação dos estímulos sensoriais é transformada à medida que ela passa de um neurônio para outro ao longo da via sensorial. O sinal ao ser transmitido de uma camada de neurônios para a seguinte pode sofrer um ganho sináptico excitatório. Tal ganho não mudaria a forma em si do sinal gerado a partir do estímulo. No entanto, se levarmos em consideração os interneurônios inibitórios que projetam lateralmente para inibir cada célula vizinha haverá assim um realce das diferenças, um aumento de contraste. 
Esse aumento de contraste é uma característica comum no processamento de informação nas vias sensoriais. Podemos entender com facilidade a importância dessa característica na visão, facilitando assim a detecção de objetos e formas. 
Verificamos o significado adaptativo da inibição lateral comparando o efeito de um estímulo sobre uma população de neurônios com e sem inibição. Se não houver inibição, o efeito da divergência do estímulo sensorial ao se propagar nas vias sensorials causaria a ativação de uma grande população de neurônios, o que acarretaria uma perda da capacidade discriminatória. A inibição lateral, além de aumentar o contraste no estímulo sensorial, restringe a tendência de alargamento (tamanho da população neural que conduz o estímulo) da excitação divergente.